# 四方坪駅
四方坪駅（しほうへいえき）は、中華人民共和国湖南省長沙市開福区にある3号線の駅である。

## 駅構造
- 1号線：島式ホーム1面

## 駅周辺
- 喩家沖
- 国防科技大学